# 1048年
| 千纪： | 2千纪 |
| 世纪： | 10世纪 \| 11世纪 \| 12世纪 |
| 年代： | 1010年代 \| 1020年代 \| 1030年代 \| 1040年代 \| 1050年代 \| 1060年代 \| 1070年代                                                 |
| 年份： | 1043年 \| 1044年 \| 1045年 \| 1046年 \| 1047年 \| 1048年 \| 1049年 \| 1050年 \| 1051年 \| 1052年 \| 1053年                       |
| 纪年： | 戊子年（鼠年）；契丹重熙十七年；北宋慶曆八年；西夏天授禮法延祚十一年；大理保安四年；王则得圣二年；越南天感聖武五年；日本永承三年 |

## 大事记
- 中国
  - 黃河沖決澶州商胡埽（今濮陽昌湖集），河水氾濫後分為兩脈：一脈向北直奔大名府，經聊城西至今河北青縣境與衛河相合，由天津附近入海；另一脈在今山東省無棣縣入海，史稱商胡改道。
  - 參知政事文彥博，任河北宣撫使，以明鎬為副，平定貝州王則兵變。
  - 坤寧宮事變
  - 夏毅宗即位西夏皇帝，时年一岁

## 出生
- 宋神宗
- 阿歷克塞一世（1048年－1118年，70岁），東羅馬帝國皇帝。
- 歐瑪爾·海亞姆（1048年5月18日─1122年，74岁），波斯詩人、天文學家、數學家，海亞姆留下詩集《柔巴依集》（或《魯拜集》）。